# 愛原れの
愛原 れの（あいはら れの、1988年11月6日 - ）は、日本の元タレント。元AV女優。群馬県太田市出身。

## 略歴・人物
高校卒業後、2007年に「花梨（かりん）」の芸名でAVデビュー。当時の所属事務所はプライムエージェンシー。黒ギャル系のAV女優として活動。この時期は平成生まれ設定1989年3月9日とするため、生年月日を詐称していたが、面倒くさくなりすぐに本来の生年月日に戻している。
2009年5月26日の公式ブログ（当時）で引退を表明。
太田市のキャバクラで働いていた。
2014年6月より以前と同じプライムエージェンシーに所属し、「愛原れの」として5年振りにAV復帰した。定期的に渋谷で活動しているセクシーアイドル、LovelyPops（ラブリーポップス）のメンバーとしてライブ活動（2015年11月加入）（黄担当）。
2017年3月、新宿歌舞伎町のガールズバーＶｉｖｉにて勤務(2018年2月まで)
2017年11月、Twitterで再びAV女優引退を表明。
2019年3月、愛原れの、真田みづ稀、新村あかり、玉木くるみ、石垣トモタカでパンクバンド「たちまち。」を結成。ボーカルを務めた。
2020年3月、正式にAV女優引退を表明。なお、アイドルと俳優業を中心にマルチに活動し、脱ぎ無しのエキストラ女優としてのAV出演は続けていた。
コロナ禍で2度の延期ののち、2022年10月9日、東京・レフカダ新宿でLovelyPops解散ライブを開催。アイドル活動にピリオドを打つ（最終メンバーは愛原れの、星空もあ、大河まりあ）。
2023年11月4日、東京・レフカダ新宿でイベントの「THE LAST」を開催。翌日11月5日のラストオフ会をもって13年間在籍していたGGを退所し、正式に引退した。

## 出演作品

### アダルトDVD

#### 「花梨」名義
2007年
- 渋谷ギャルハメ伝説 Vol.6（10月19日、虎堂）
- ザ・ギャルナン・ゲット 36（11月1日、グローリークエスト）
- 渋谷ギャル列伝 Vol.1 SUPER黒尻コキver.（11月16日、虎堂）※「花凛」名義
- チャットアイ 〜トンデモアウトロー流出シリーズ〜 国内最大級の会員数を誇るアダルトライブチャットの隠し撮り流用ビデオ!!（12月11日、プレステージ）
- 開脚顔騎と角オナニー（12月25日、ZOOM）

2008年
- 渋谷ギャル列伝 スーパーギャルサンフェラ ver.（1月18日、虎堂）
- 製薬メーカー売春営業（2月1日、CAT'S EYE）
- 桃色女子校生の濃厚ベロチュウ手コキ責め 1（2月5日、ジャネス）
- 渋谷ギャル列伝 キモ汚やじのオナニー鑑賞ver.（2月15日、虎堂）
- 仮性包茎の皮をのばしてベロつっこんで!!! 女子校生編 VOL.01（3月15日、ジャネス）
- HOT TOGETHER!! 01（4月11日、プレステージ）
- 野外こすりつけオナニー（9月19日、OFFICE K'S）
- 黒ギャルしか愛せない。（10月23日、SODクリエイト）
- 渋谷ギャル捕獲8匹! 強制イカせ!電マ拘束 2（11月20日、サディスティックヴィレッジ）
- MICRO BIKINI OILY BEACH DANCE（11月22日、虎堂）※AV OPEN 2009 エントリー作品
- 控え室にエログッズを置いて欲求不満のAV女優達がこっそりオナニーするのか検証してみた!（12月4日、Hunter）
- VAMPIRE/LEMONADE（12月30日、デジタルアーク）

2009年
- 暇を持て余したギャルたちの遊び! 童貞チ○ポ狩り・逆レイプ!!（1月8日、GARCON）
- hot chocolate 23（2月20日、デジタルアーク）
- ≪眼ガン顔ガン射シャ!≫ 拡散メガ精子砲!!（4月17日、GLAY'z）
- ぎゃるまんナンパ ハメMAX Vol.6（10月8日、GARCON）

2010年
- Tokyo Girls 大百科（9月17日、INAZUMA）

#### 「愛原れの」名義
2014年
- ティーンハンティング vol.4（10月1日、DOC）
- 近未来の学校は女教師だらけで生徒はボク1人（10月24日、クリスタル映像）
- ナンパ連れ込みSEX隠し撮り・そのまま勝手にAV発売。する元芸人 Vol.6（10月2日、綜実社）
- 危険日直撃訪問!子作り性教育 〜絶倫先生が教え子の家に家庭訪問して生中出しセックス実習〜（11月8日、Mr.michiru）
- 極楽悶絶スケベ椅子 3 究極の悶絶焦らしプレイ（11月13日、アロマ企画）共演:大森玲菜
- 敏感な勃起乳首を舐めるレズ 8（11月19日、 ゑびすさん）
- 極悪ギャルVS美人女教師ガチレズ対決!! 3 オンナのプライドをかけた闘いが今始まる!!（12月6日、GARCON）
- 肉食ブーツギャル変態おっさんイジメ（12月6日、GARCON）
- 突然パンチラで挑発されてこっそりシゴいちゃった僕。 その9（12月25日、アロマ企画）

2015年
- 誘惑見せつけまんぐりディルドオナニー 2（4月3日、虎堂）
- 極悪ギャルM男監禁調教 寸止め地獄にしたチ○ポをちぎれるほど引っ張り、罵倒マジ金蹴り おしっこ顔射で大興奮する、M男を監禁調教している超カワギャル軍団がいた!（4月9日、GARCON）
- ギャルママ 禁断の○学生筆下ろし 〜ママたちに童貞を奪われてしまったちびっこたち〜（4月9日、GARCON）
- 監禁淫欲実験室 302 歪思考の愛欲（4月13日、Baby Entertainment）
- 素人ギャル生中出し（4月15日、プラム）
- 黒パンスト×タイトスカート エロチシズム V（4月25日、アロマ企画）
- 普段やってる本気の指オナニー 2（5月1日、OFFICE K'S）
- 素人娘ずっぽりディルドオナニー体験! 2 完全撮りおろし5時間16名（5月8日、S級素人）
- 転校したら男は僕一人ぼっちだった… 9（5月21日、AKNR）
- 河西あみと夏目優希が痴漢願望を持つ素人男性に理想の痴漢プレイを楽しんでもらっている最中に‘世直し逆レイプ’…のはずが一転!! 山本わかめ体当たり企画! 「素人異常性欲男性のやばすぎるHなお悩み、わたしが解決いたします!」（5月21日、アマチュアインディーズ）
- 大胆パンチラで挑発され、ま○こ見せつけられながらパンツで手コかれちゃった僕。 3（5月25日、アロマ企画）
- 膝上25cmのタイトミニ、気持ちよすぎる腿コキ 2（5月25日、アロマ企画）
- 超エロカワギャルが恥じらいながら男の顔に跨りイヤラしく腰を振る ギャル恥じらい顔騎（6月6日、GARCON）
- パンチラとノーブラキャミソールのおっぱい（6月13日、アロマ企画）
- ボディコン姿で挑発され、チ○ポまで陵辱されちゃった僕。（6月25日、アロマ企画）
- おねだりディルドオナニー 2（6月25日、アロマ企画）
- パンツ丸出しで居眠りしている女の子を見ていたら、逆に挑発されてしまった僕。（7月13日、アロマ企画）
- 大人の付き合い。人妻の3P需要高まる（7月24日、バルタン）
- シ十物語 〜AV女優に逢いたくて（9月1日、バルタン）

## 出演

### テレビ
- 第2回クイズ おならで答えて！完全版～目指せ！海外旅行（2017年8月16日、パラダイステレビ）[6]
- 緊急生放送!感度抜群のAV女優は超能力が使えるのか!?（2018年10月31日、パラダイステレビ）[7]
- ラブリーポップスのラブポの時間ですよ（2017年10月2日、エンタ!959）
- ラブリーポップスのラブポの時間ですよ2（2018年2月16日、エンタ!959）[8]
- ラブリーポップスのラブポの時間ですよ3　友旅女子編（2019年7月1日、エンタ!959）[9]
- ラブリーポップスのラブポの時間ですよ4（2020年4月18日、エンタ!959）[10]

### 映画
- おねだり、たちまち、どスケベ三昧（2019年12月20日、オーピー映画） - 山口裕子役（主演）[11]
- 未亡人下宿？その4　今昔タマタマ数え歌（2020年11月20日、オーピー映画） - 平成の未亡人役

### インターネット放送
- トイズハートプレゼンツ「ハートの部屋」（2017年11月9日、ニコニコ生放送〈ニコニコ動画〉）＊第17回ゲスト（ラブリーポップスとして）[12][13]
- プライム学園高等部 球技大会2018秋（2018年12月20日[14]‐、pafan!） - 紅組リーダー

### インタビュー
- 「芸人さんの家に行ったら初対面ですぐ『SEXしていいですか？』って迫られてw」　AV大好き芸人と、お笑い大好きＡＶ女優を対談させたら激エロ漫才みたいになっちゃった件【愛原れの×ニブンノゴ!宮地】(2016年5月8日、DMM NEWS. R18)[15]
- モザイク写真館！AV女優の携帯カメラロールから、モザイク入れたプライベート画像を公開！▼AV女優あるある→どこでも着替えて周囲がアタフタ。【AV好き芸人・ニブンノゴ!宮地×お笑い好きAV女優・愛原れの対談・後編】(2016年5月8日、DMM NEWS. R18)[16]